# Lettere del Vivente
Lettere del Vivente, in arabo حروف الحي, è il titolo dato dal Báb ai primi diciotto discepoli del movimento religioso, Bábismo, da lui fondato e che da lui prese il nome.

## Significato mistico
Uno dei titoli del Báb era quello di Punto Primo, nuqti-yi-úlá, lo stesso titolo dato a Maometto dai suoi seguaci.
Dal Punto Primo (ossia il Báb) originò la prima accettazione e diffusione del Bábismo, tramite le Lettere del Vivente.
Secondo la numerazione Abjad, le lettere dell'alfabeto arabo hanno un equivalente numerico e le lettere arabe ḥá ح et yá ي, contenute nell'attributo Vivente, nell'asserto Lettere del Vivente compongono il numero 18.
Il Báb accolse quindi all'inizio 18 Lettere del Vivente che lo riconobbero, e assieme a lui formarono la prima unità, Váḥid (واحد), dell'era bábista, per un totale numerico di 19.

## Lettere del Vivente
- Mullā Ḥusaīn
- Muhammad-Hasan Bushrú'í
- Muhammad-Báqir Bushrú'í
- Mullá 'Alí Bastámí
- Mullá Khudá-Bakhsh Qúchání
- Mullá Hasan Bajistání
- Siyyid Husayn Yazdí
- Mullá Muhammad Rawdih-Khán Yazdí
- Sa'íd Hindí
- Mullá Mahmud Khu'í
- Mullá ('Abdu'l-)Jalíl Urúmí (Urdúbádí)
- Mullá Ahmad-i-Ibdál Marághi'í
- Mullá Báqir Tabrízí
- Mullá Yúsuf Ardibílí
- Mullá Hádí Qazvíní
- Mullá Muhammad-`Alí Qazvíní
- Táhirih
- Quddús